# Mydaea triseta
Mydaea triseta este o specie de muște din genul Mydaea, familia Muscidae, descrisă de Mary Katherine Curran în anul 1931. Conform Catalogue of Life specia Mydaea triseta nu are subspecii cunoscute.